# قطعنامه ۳۴۸ شورای امنیت
قطعنامهٔ ۳۴۸ شورای امنیت سازمان ملل متحد در تاریخ ۷ خرداد ۱۳۵۳ در خصوص اختلافات میان ایران و عراق به تصویب رسید. به دنبال گزارش کورت والدهایم دبیر کل سازمان ملل، شورای امنیت از عزم ایران و عراق برای بهبود روابط دو کشور استقبال کرد. مناسبات دیپلماتیک دو کشور از سال ۱۹۷۱ و در جریان اعمال حاکمیت ایران بر جزایر سه‌گانه تنب بزرگ، تنب کوچک و ابوموسی در خلیج فارس به صورت یک جانبه توسط عراق قطع شده بود. این قطعنامه دو طرف را به رعایت دقیق توافق آتش بس موجود، عقب نشینی کامل نیروهای مسلح به پشت مرزها و ایجاد یک فضای مطلوب برای از سرگیری گفتگوها به منظور حل و فصل مشکلات و تنش‌های دو جانبه تشویق می‌نمود. قطعنامه ۳۴۸، با ۱۴ رای موافق و بدون رای مخالف در شورای امنیت به تصویب رسید. جمهوری خلق چین در رای گیری برای تصویب این قطعنامه شرکت نکرد. این قطعنامه طی نشست ۱٬۷۷۰ام با ۱۴ رای موافق، ۰ مخالف و ۱ ممتنع تصویب شد.